# Olimpiadi degli scacchi del 1974
Le Olimpiadi degli scacchi del 1974 si svolsero a Nizza, in Francia, dal 6 al 30 giugno. Furono la ventunesima edizione della competizione; al contrario di quella precedente, le Olimpiadi open furono distinte da quelle femminili, la cui sesta edizione si svolse in Colombia, tre mesi dopo.

## Torneo
Al torneo parteciparono 75 squadre nazionali da sei giocatori (quattro titolari e due riserve), per un totale di 445 giocatori. La competizione si svolse in due fasi: le squadre furono divise in otto gruppi da nove o dieci squadre, e in seguito in cinque diverse finali.
Per protesta contro l'apartheid, l'Iraq e l'Algeria rifiutarono di giocare contro la Rhodesia, la quale fu espulsa, insieme al Sudafrica, dalla competizione prima degli ultimi tre turni.

### Prima fase
Nella tabella seguente sono elencati i gruppi in cui vennero divise le squadre. In grassetto sono evidenziate le qualificate alla finale A, mentre per le altre viene indicata tra parentesi la finale a cui hanno partecipato.
| Gruppo 1             | Gruppo 2        | Gruppo 3      | Gruppo 4     | Gruppo 5              | Gruppo 6          | Gruppo 7                      | Gruppo 8                    |
| -------------------- | --------------- | ------------- | ------------ | --------------------- | ----------------- | ----------------------------- | --------------------------- |
| Antille Olandesi (E) | Australia (C)   | Cuba (B)      | Belgio (B)   | Germania Ovest        | Andorra (E)       | Bulgaria                      | Argentina                   |
| Brasile (C)          | Canada (B)      | Finlandia     | Cile (C)     | Guernsey (D)          | Cecoslovacchia    | Cipro (E)                     | Austria (B)                 |
| Galles               | Danimarca (B)   | Iran (C)      | Giappone (E) | Hong Kong (D)         | Colombia (B)      | Filippine                     | Bahamas (E)                 |
| Giordania (D)        | Ecuador (C)     | Iraq (E)      | Malaysia (D) | Irlanda (C)           | Libano (D)        | Francia (B)                   | Isole Vergini Americane (D) |
| Mongolia (C)         | Inghilterra     | Italia (B)    | Malta (D)    | Islanda (B)           | Monaco (D)        | Indonesia (C)                 | Grecia (C)                  |
| Polonia (B)          | Lussemburgo (D) | Jugoslavia    | Nicaragua    | Portogallo (B)        | Norvegia (B)      | Fær Øer (D)                   | Marocco (D)                 |
| Porto Rico (D)       | Panama (D)      | Pakistan (D)  | Siria (C)    | Svezia                | Nuova Zelanda (C) | Isole Vergini Britanniche (E) | Messico (C)                 |
| Scozia (B)           | Rhodesia (E)    | Uruguay (D)   | Spagna       | Sudafrica (C)         | Romania           | Israele (B)                   | Paesi Bassi                 |
| Unione Sovietica     | Stati Uniti     | Venezuela (C) | Tunisia (B)  | Trinidad e Tobago (E) | Singapore (C)     | Rep. Dominicana (D)           | Svizzera (B)                |
|                      |                 |               | Ungheria     |                       |                   | Turchia (C)                   |                             |

Nel primo gruppo, dietro l'Unione Sovietica, a contendersi il passaggio alla finale furono la Polonia, la Scozia e il Galles: quest'ultima vinse per 2,5-1,5 lo scontro diretto con gli scozzesi, riuscendo a qualificarsi perché i polacchi batterono Porto Rico solo per 2,5-1,5; il Brasile, possibile loro avversario, non fu al loro livello a causa di contrasti tra il loro capitano e il giovane Grande maestro Henrique Mecking. L'Inghilterra, battendo il Canada 3-1, si assicurò la qualificazione alla finale nel gruppo 2 alle spalle degli Stati Uniti, mentre nel terzo girone la Finlandia guadagnò il secondo posto mezzo punto davanti ai cubani.
Nel quarto gruppo, ridotto da dieci a nove squadre dopo il ritiro del Nicaragua, che si presentò con soli due giocatori, dopo una sola partita, Ungheria e Spagna passarono facilmente, così come Germania Ovest e Svezia nel quinto girone. Romania e Cecoslovacchia passarono dal gruppo 6, nonostante le proteste della Norvegia che protestò sostenendo che il pareggio tra le due squadre fosse stato concordato. Le Filippine superarono Israele nella corsa al secondo posto nel gruppo 7, mentre nell'ultimo girone i Paesi Bassi, malgrado un inizio sfavorevole, si qualificò a pari merito con l'Argentina.

### Seconda fase
Al contrario delle ultime due edizioni, la finale principale fu dominata dall'Unione Sovietica, che concluse con 8,5 punti di vantaggio sulla Jugoslavia (arrivata seconda), vincendo tutti gli incontri ad eccezione di due, quando il loro vantaggio era già di 4,5 punti. Gli Stati Uniti, senza Bobby Fischer, giunsero terzi a pari merito con la sorprendente Bulgaria, ottenendo il bronzo per spareggio tecnico, mentre l'Ungheria, argento nelle ultime due edizioni, arrivò sesta.

### Risultati assoluti
| Pos.     | Squadra          | Scacchiere            | Scacchiere             | Scacchiere                    | Scacchiere             | Scacchiere               | Scacchiere             | Elo      | Punti    |
| Pos.     | Squadra          | Prima                 | Seconda                | Terza                         | Quarta                 | Quinta (1ª riserva)      | Sesta (2ª riserva)     | Elo      | Punti    |
| Finale A | Finale A         | Finale A              | Finale A               | Finale A                      | Finale A               | Finale A                 | Finale A               | Finale A | Finale A |
| -------- | ---------------- | --------------------- | ---------------------- | ----------------------------- | ---------------------- | ------------------------ | ---------------------- | -------- | -------- |
|          | Unione Sovietica | GM Anatolij Karpov    | GM Viktor Korčnoj      | GM Boris Spasskij             | GM Tigran Petrosyan    | GM Michail Tal'          | GM Gennadij Kuz'min    | 2665     | 46       |
|          | Jugoslavia       | GM Svetozar Gligorić  | GM Ljubomir Ljubojević | GM Borislav Ivkov             | GM Albin Planinc       | GM Dragoljub Velimirović | GM Bruno Parma         | 2566     | 37,5     |
|          | Stati Uniti      | GM Lubomir Kavalek    | GM Robert Byrne        | GM Walter Browne              | GM Samuel Reshevsky    | GM William Lombardy      | MI James Tarjan        | 2586     | 36,5     |
| 4        | Bulgaria         | GM Ivan Radulov       | GM Nikola Pădevski     | GM Georgi Tringov             | MI Ljuben Popov        | MI Ljuben Spasov         | MI Nino Kirov          | 2475     | 36,5     |
| 5        | Paesi Bassi      | GM Jan Timman         | GM Jan Donner          | MI Gennadij Sosonko           | MI Hans Ree            | MI Bertus Enklaar        | MI Franciscus Kuijpers | 2478     | 35,5     |
| 6        | Ungheria         | GM Lajos Portisch     | GM István Bilek        | GM István Csom                | GM Zoltán Ribli        | GM Győző Forintos        | GM Gyula Sax           | 2554     | 35       |
| 7        | Germania Ovest   | GM Lothar Schmid      | GM Wolfgang Unzicker   | MI Helmut Pfleger             | GM Hans-Joachim Hecht  | MI Jürgen Dueball        | Hans Günther Kestler   | 2534     | 32       |
| 8        | Romania          | GM Florin Gheorghiu   | MI Victor Ciocâltea    | MI Theodor Ghiţescu           | MI Dumitri Ghizdavu    | Carol Partoş             | Mircea Pavlov          | 2468     | 29,5     |
| 9        | Cecoslovacchia   | GM Vlastimil Hort     | GM Vlastimil Jansa     | GM Miroslav Filip             | MI Josef Přibyl        | MI Ján Plachetka         | Jiří Lechtýnský        | 2521     | 29,5     |
| 10       | Inghilterra      | MI William Hartston   | MI Raymond Keene       | MI Jonathan Penrose           | Andrew Whiteley        | Michael Stean            | Peter Markland         | 2456     | 26       |
| Finale B |                  |                       |                        |                               |                        |                          |                        |          |          |
| 17       | Israele          | GM Vladimir Liberzon  | MI Yair Kradman        | MI Moshe Czerniak             | MI Shimon Kagan        | MI Yaacov Bleiman        | Itchak Radashkovich    | 2465     | 40,5     |
| 18       | Austria          | GM Karl Robatsch      | MI Andreas Dückstein   | Alexander Prameshuber         | Karl Janetschek        | Karl Röhrl               | Franz Stoppel          | 2388     | 38,5     |
| 19       | Italia           | MI Sergio Mariotti    | MI Stefano Tatai       | MI Béla Tóth                  | Roberto Cosulich       | Alvise Zichichi          | Guido Cappello         | 2428     | 38       |
| Finale C |                  |                       |                        |                               |                        |                          |                        |          |          |
| 33       | Australia        | Robert Jamieson       | Maxwell Fuller         | Terrey Shaw                   | Michael Woodhams       | John Pope                | MI Cecil Purdy         | 2286     | 39       |
| 34       | Iran             | Khosro Sheikh Harandi | Mahrshad Sharif        | Kamran Shirazi                | Massoud Amir Sawadkuhi | Khosro Shahsavar         | Esmail Safarzadeh      | 2320     | 34,5     |
| 35       | Brasile          | GM Henrique Mecking   | MI Hélder Câmara       | Herman Claudius Van Riemsdijk | Alexandru Sorin Segal  | Adaucto Nóbrega          | Peter Toth             | 2424     | 32       |
| Finale D |                  |                       |                        |                               |                        |                          |                        |          |          |
| 48       | Pakistan         | Ghulam Dastgir Butt   | Zahiruddin Farooqui    | Nazir Ahmad                   | Iftikhar Ahmad         | Rahat Ali                |                        | 2200     | 49,5     |
| 49       | Porto Rico       | Luis Torres           | Manuel Moraza Choisme  | Arturo Colón Romero           | Jorge Freyre           | Enrique Bird Picó        | Raymond Falcón         | 2203     | 44,5     |
| 50       | Rep. Dominicana  | Alberto Delgado       | Eliseo Gonzáles        | César Juliao                  | Eliseo Pérez           | Marco Pérez Nivao        | Federico Yabra         | 2200     | 43,5     |
| Finale E |                  |                       |                        |                               |                        |                          |                        |          |          |
| 33       | Rhodesia         | Brian Donnelly        | Louis Fox              | John Barlow                   | Maurice Levy           | Ralf Hillmann            | M. Hope                | 2200     | 28,5     |
| 34       | Iraq             | Adnan Al-Shakarchi    | Wadha Mubarak          | R. K. Al-Kazzaz               | A. A. Taha             | F. Mushin                | Salim Subbar           | 2200     | 24       |
| 35       | Antille Olandesi | Harro Weiland         | Norman Zalm            | Johan Van Loon                | Charles Fernan         | Willem Croes             | O. W. Rigaud           | 2200     | 21       |

### Risultati individuali
Furono assegnate medaglie ai giocatori di ogni scacchiera con le tre migliori percentuali di punti per partita.
|                                | Giocatore                | Punti            | Partite          | %                |
| Prima scacchiera               | Prima scacchiera         | Prima scacchiera | Prima scacchiera | Prima scacchiera |
| ------------------------------ | ------------------------ | ---------------- | ---------------- | ---------------- |
|                                | GM Anatolij Karpov       | 12               | 14               | 85,7             |
|                                | Alberto Delgado          | 16,5             | 22               | 75,0             |
|                                | GM Eugenio Torre         | 14               | 19               | 73,7             |
|                                | MI Sergio Mariotti       | 14               | 19               | 73,7             |
| Seconda scacchiera             |                          |                  |                  |                  |
|                                | MI Andreas Dückstein     | 10               | 12               | 83,3             |
|                                | Zahiruddin Farooqui      | 16,5             | 21               | 78,6             |
|                                | Viktor Korčnoj           | 11,5             | 15               | 76,7             |
| Terza scacchiera               |                          |                  |                  |                  |
|                                | GM Boris Spasskij        | 11               | 15               | 73,3             |
|                                | GM Borislav Ivkov        | 12               | 17               | 70,6             |
|                                | MI Gennadij Sosonko      | 10,5             | 15               | 70,0             |
| Quarta scacchiera              |                          |                  |                  |                  |
|                                | GM Tigran Petrosyan      | 12,5             | 14               | 89,3             |
|                                | Michael Woodhams         | 15,5             | 18               | 86,1             |
|                                | MI Shimon Kagan          | 13               | 16               | 81,3             |
| Quinta scacchiera (1ª riserva) |                          |                  |                  |                  |
|                                | GM Michail Tal'          | 11,5             | 15               | 76,7             |
|                                | GM Dragoljub Velimirović | 9                | 12               | 75               |
|                                | MI Boris De Greiff       | 9                | 12               | 75               |
| Sesta scacchiera (2ª riserva)  |                          |                  |                  |                  |
|                                | MI James Tarjan          | 11               | 13               | 84,6             |
|                                | MI Franciscus Kuijpers   | 11               | 13               | 84,6             |
|                                | GM Gennadij Kuz'min      | 12,5             | 15               | 83,3             |

#### Medaglie individuali per nazione
| Nazione          |   |   |   | Totali |
| ---------------- | - | - | - | ------ |
| Unione Sovietica | 4 | 0 | 2 | 6      |
| Paesi Bassi      | 1 | 0 | 1 | 2      |
| Austria          | 1 | 0 | 0 | 1      |
| Stati Uniti      | 1 | 0 | 0 | 1      |
| Jugoslavia       | 0 | 2 | 0 | 2      |
| Rep. Dominicana  | 0 | 1 | 0 | 1      |
| Pakistan         | 0 | 1 | 0 | 1      |
| Australia        | 0 | 1 | 0 | 1      |
| Colombia         | 0 | 1 | 0 | 1      |
| Filippine        | 0 | 0 | 1 | 1      |
| Italia           | 0 | 0 | 1 | 1      |
| Israele          | 0 | 0 | 1 | 1      |